# Josef Schreiner
Josef Schreiner est un ancien fondeur allemand.

## Championnats du monde
- Championnats du monde de ski nordique 1934 à Solleftea 
  -  Médaille d'argent en relais 4 × 10 km.